# Itterajivit
Itterajivit [ˈitːɜʁajivit] (nach alter Rechtschreibung Igterajivit; auch Ittaajimmiit oder Illukasiit) ist eine wüst gefallene grönländische Siedlung im Distrikt Ittoqqortoormiit in der Kommuneqarfik Sermersooq.

## Lage
Itterajivit liegt an der westlichen Südspitze von Liverpool Land am Kangertittivaq und ist damit 14 km westlich von Ittoqqortoormiit entfernt.

## Geschichte
Itterajivit gehört zu den drei ursprünglichen Wohnplätzen bei Ittoqqortoormiit und wurde mit diesem zusammen 1925 gegründet. 1930 lebten 26 Personen in Itterajivit. 1938 wurde ein Speckhaus errichtet. 1940 waren es schon 95. Mit 104 Bewohnern im Jahr 1950 war Itterajivit größer als der Hauptort Ittoqqortoormiit. Im selben Jahr wurde eine Schulkapelle für 30 Kinder errichtet. 1960 hatte Itterajivit 106 Einwohner und 1968 112. 1965 wurde ein Jugendhaus errichtet mit Freizeiteinrichtungen, Werkstatt und Küche. 1970 hatte der Ort nur noch 104 Einwohner und von da an ging die Einwohnerzahl zurück. 1986 wurde die Schulkapelle renoviert, aber 1998 nur noch von einem Schüler besucht.

## Bevölkerungsentwicklung
Die Einwohnerzahl von Itterajivit sank ab den 1970er Jahren. 2005 verließen die letzten neun Bewohner den Ort.